# Вінницяобленерго
АТ «Вінницяобленерго» — підприємство, яке здійснює ліцензовану діяльність з розподілення електроенергії на території Вінницької області.

## Історія
У 1995 році, згiдно наказу Мiненерго України вiд 09.08.1995 року № 147, на базi енергетичного об'єднання «Вінницяенерго» було створено ДАЕК «Вiнницяобленерго», яка з сiчня 1999 року була перейменована у ВАТ «Акцiонерна компанiя Вiнницяобленерго». З березня 2011 року підприємство перейменоване – у ПАТ «Вiнницяобленерго», а з 02.05.2019 року – в АТ «Вінницяобленерго».

## Напрямки діяльності
Станом на початок 2024 року, видами діяльності АТ «Вінницяобленерго» визначені:
- Основний:
  - 35.13 Розподілення електроенергії;
- Інші:
  - 42.22 Будівництво споруд електропостачання та телекомунікацій;
  - 33.14 Ремонт і технічне обслуговування електричного устатковання;
  - 74.90 Інша професійна, наукова та технічна діяльність;
  - 71.12 Діяльність у сфері інжинірингу, геології та геодезії, надання послуг технічного консультування в цих сферах;
  - 56.10 Діяльність ресторанів, надання послуг мобільного харчування;
  - 52.24 Транспортне оброблення вантажів;
  - 52.10 Складське господарство;
  - 49.41 Вантажний автомобільний транспорт;
  - 85.32 Професійно-технічна освіта;
  - 43.21 Електромонтажні роботи.

## Характеристика електромереж
АТ «Віницяобленерго» здійснює ліцензовану діяльність з розподілення електроенергії на території Вінницької області за регульованим тарифом електричними мережами 0,4-150 кВ, а також обслуговування: 
- повітряних ліній 0,4-110 кВ, завдовжки 43,3 тис. км;
- кабельних ліній 0,4-35 кВ, завдовжки 1,58 тис. км.

В експлуатації АТ «Віницяобленерго» перебуває 82 підстанції 110 кВ, 109 підстанцій 35 кВ, 10143 підстанцій 10/0,4 кВ загальною потужністю 4101,8 МВа. Зона обслуговування становить 26,5 тис.кв.км. 
АТ обслуговує понад 778 тис. споживачів електричної енергії, в тому числі юридичних — 19 740, побутових споживачів — 758 441.